# Oakhill
Oakhill – wieś w Anglii, w hrabstwie Somerset, w dystrykcie (unitary authority) Somerset. Leży 26 km na południe od miasta Bristol i 170 km na zachód od Londynu.